# Troféu Asa Branca 2017
In 2017 werd de tweede editie gespeeld van de Troféu Asa Branca. De trofee werd gespeeld tussen de winnaar van de Copa do Nordeste 2016 Santa Cruz en de winnaar van de Copa Verde 2016, Paysandu. Santa Cruz werd de winnaar. 
|                          |               |       |          |                                                                                            |
| 21 januari 17:15 (UTC−3) | Santa Cruz    | 1 – 0 | Paysandu | Estádio do Arruda, Recife Toeschouwers: 14.002 Scheidsrechter: Estádio José do Rego Maciel |
| 21 januari 17:15 (UTC−3) | Léo Costa 34' |       |          | Estádio do Arruda, Recife Toeschouwers: 14.002 Scheidsrechter: Estádio José do Rego Maciel |

| Santa Cruz | Paysandu |

## Winnaar
| Troféu Asa Branca de 2017      |
| Pernambuco                     |
| ------------------------------ |
| SANTA CRUZ Kampioen (1° titel) |

2016 · 2017